# Моби Дик (филм из 1956)
Моби Дик (енгл. Moby Dick) је авантуристички филм из 1956. године, режисера и продуцента Џона Хјустона, који је такође, заједно са Рејем Бредберијем, написао сценарио на основу истоименог романа Хермана Мелвила. Главне улоге у филму тумаче Грегори Пек као капетан Ахаб, Ричард Бејсхарт као Исмаил и Лео Ген као Старбак, док су у споредним улогама Фридрих фон Ледебург, Џејмс Робертсон Џастис, Хари Ендруз, Бернард Мајлс, Ноел Персел и Орсон Велс као отац Јавор. Прича прати самоуништавајућу опсесију капетана китоловца да улови белог кита, Моби Дика.
Филм је снимљен у копродукцији Уједињеног Краљевства и Сједињених Америчких Држава, а биоскопски је објављен 27. јуна 1956. године. Добио је позитивне рецензије критичара и публике и био је комерцијално успешан. Национални одбор за рецензију филмова сврстао је филм међу 10 најбољих филмова 1956. године, при чему је Хјустон освојио награду за најбољег режисера, а Бејсхарт за најбољег споредног глумца. Хјустон је такође био номинован за награду Удружења америчких режисера.

## Радња
Године 1841, морнар по имену Исмаил одлази до града Њу Бедфорда у Масачусетсу како би потражио посао на китоловцу. У гостионици где проводи ноћ, приморан је да дели собу са Квиквегом, истетовираним харпунером са једног пацифичког острва. Након напетог првог сусрета, њих двојица постају пријатељи. Следећег јутра, заједно се пријављују на китоловачки брод по имену Пиквод, којим командује мрачни капетан Ахаб, опседнут жељом да пронађе и убије легендарног белог кита по имену Моби Дик, који му је одгризао леву ногу. Непосредно пре испловљавања, Исмаил и Квиквег наилазе на човека по имену Илија, који им упућује злокобно упозорење о Ахабу, предвиђајући да ће сви чланови посаде, осим једног, на овом путовању пронаћи смрт.
Док брод испловљава, Ахаб неко време не излази на палубу, све док се коначно не појави како би усмерио посаду на лов за Моби Диком и поставио курс ка Бикини атолу, где се, према гласинама, овај кит налази. Иако посада на путовању сакупља значајну количину китовог уља, Ахабова опсесија остаје у првом плану. Када капетан једног брода у пролазу, који је недавно изгубио руку у нападу белог кита, обавести Ахаба да је Моби Дик недавно виђен код обала Мадагаскара, Ахаб одмах прекида веома успешан лов, што узнемирава посаду, посебно првог официра Старбака. Старбак предлаже својим колегама, официрима Стабу и Фласку, да збаце Ахаба са командног места, али они одбијају.
Како се Пиквод приближава атолу, један човек пада с јарбола у море и нестаје. Одмах након тога, брод остаје заглављен у мирној води данима. Квиквег баца кости како би предвидео своју судбину и види сопствену смрт, након чега наручује од бродског дрводеље да му направи ковчег. После тога једноставно седа и чека крај. Када један члан посаде покуша да му уреже знакове у кожу, Исмаил стаје у његову одбрану, што Квиквега избацује из стања равнодушности према сопственој смрти, па устаје да заштити пријатеља. Баш тада, Моби Дик се накратко појављује пред бродом, али нестаје пре него што га посада Пиквода може да га нападне.
Након што успеју да извуку брод из стајаће воде, Ахаб наставља потрагу. Наилазе на брод Рахела из Њу Бедфорда, чији капетан, Гардинер, моли Ахаба за помоћ у потрази за својим сином, кога је однео Моби Дик. Ахаб одбија да му помогне и наставља даље. Када Пиквод наиђе на тајфун, Ахаб користи олују да убрза потеру, угрожавајући брод. Старбак одлучује да силом свргне Ахаба, али одустаје када, у ретком тренутку људскости, Ахаб размишља наглас о својој самоуништавајућој жељи за осветом.
Одмах након овог разговора, појављује се чудан знак који наговештава испуњење Илијиног мрачног пророчанства, што Исмаил преноси Ахабу. Ахаб је на тренутак погођен, али одбацује своје сумње када се Моби Дик појави пред бродом. Посада Пиквода укрцава се у чамце и креће у лов. У хаотичној борби, Моби Дик уништава Ахабов чамац, али Ахаб се пење на китова леђа и боде га све док Моби Дик не зарони, повлачећи Ахаба са собом у дубину, запетљаног у ужад харпуна. Уместо да прекине лов, Старбак наређује посади да наставе. Моби Дик напада чамце, разбија их и убија све који су се у њима налазили; затим насрће на Пиквод, потапајући брод, пре него што нестане у мору. Исмаил, једини преживели, успева да се ухвати за Квиквегов ковчег и остаје на површини све док га Рахела не пронађе и спасе.

## Улоге
| Глумац                 | Улога                |
| ---------------------- | -------------------- |
| Грегори Пек            | капетан Ахаб         |
| Ричард Бејсхарт        | Исмаил               |
| Лео Ген                | Старбак              |
| Орсон Велс             | отац Јавор           |
| Џејмс Робертсон Џастис | капетан Бумер        |
| Хари Ендруз            | Стаб                 |
| Фридрих фон Ледебур    | Квиквег              |
| Бернард Мајлс          | морнар са острва Мен |
| Ноел Персел            | дрводеља             |
| Едрик Конор            | Дагу                 |
| Мервин Џонс            | Пелег                |
| Џозеф Томелти          | Петар Мртвачник      |
| Џон Хјустон (глас)     | Петар Мртвачник      |
| Франсис де Волф        | капетан Гардинер     |
| Филип Стејнтон         | Билдад               |
| Ројал Дејно            | Илија                |
| Шејмус Кели            | Фласк                |
| Тамба Аленби           | Пип                  |
| Том Клег               | Таштего              |
| Тед Хауард             | Перт                 |